# Lampedusa
Pour les articles homonymes, voir Lampedusa (homonymie).
Lampedusa est une île italienne d'une superficie de 20,2 km2 peuplée de 6 299 habitants. Elle est située entre Malte et la Tunisie, également proche de la Libye. Elle appartient à l'archipel des Pélages (Pelagie en italien) qui comprend, outre Lampedusa, Linosa et l'îlot de Lampione.
L'île de Lampedusa fait partie de la commune de Lampedusa e Linosa.

## Étymologie
Lampedusa, autrefois également appelée Lampédouse, se nomme en italien : isola di Lampedusa et en sicilien : isula di Lampidusa ou Ampidusa. L'étymologie du nom est disputée. Il peut tirer son origine du grec ancien Λαπαδούσσα (Lapadoússa) ou Λαμπερούσα (Lampedoúsa) via le latin Lopadusa. Ce nom pourrait lui-même dériver du nom grec λέπας (lépas), « roche », en référence au relief rocailleux de l’île. Ce mot était également utilisé par les Grecs pour désigner un type d’huître, dont l’île tirerait son nom en raison de l’abondance de cette variété dans l’île. D’autres linguistes font dériver Lampedusa de λαμπάς (lampás), « torche », en raison des lumières placées sur l’île à destination des marins.

## Géographie
Peuplée de 6 299 habitants en 2015, c’est la cinquième île sicilienne par la superficie. Sur le plan administratif, la commune de Lampedusa e Linosa appartient à la province d'Agrigente.
C’est le point le plus au sud du territoire italien, et l'un des plus méridionaux de l’Europe (après Chypre et la Crète), plus proche de l’Afrique que de l’Italie. Lampedusa se situe sur le plateau continental africain face au ras Kaboudia, au sud de Mahdia.
Lampedusa se trouve à 128 km à l'est-nord-est du ras Kaboudia, en Tunisie, 160 km à l'ouest-sud-ouest du Blata Tal-Melh, sur la côte occidentale de Malte, 208 km au sud-sud-ouest de Palma di Montechiaro, en Sicile, et 276 km au nord de Zouara, en Libye.
L’île est formée d’un plateau calcaire qui culmine à 133 m d’altitude à l’« albero del sole », un calvaire en bois. Il forme sur la côte nord une impressionnante falaise, tandis qu’au sud la côte est très découpée, formant des promontoires et des anses profondes qui abritent de petites plages de sable, dont celle des Lapins située à proximité de l'îlot de Conigli (it). Il n’y a sur l’île qu’un centre habité, Lampedusa, dont les habitants vivent de pêche et de tourisme. L’intérieur de l’île, aride et caillouteux, a un aspect désertique.

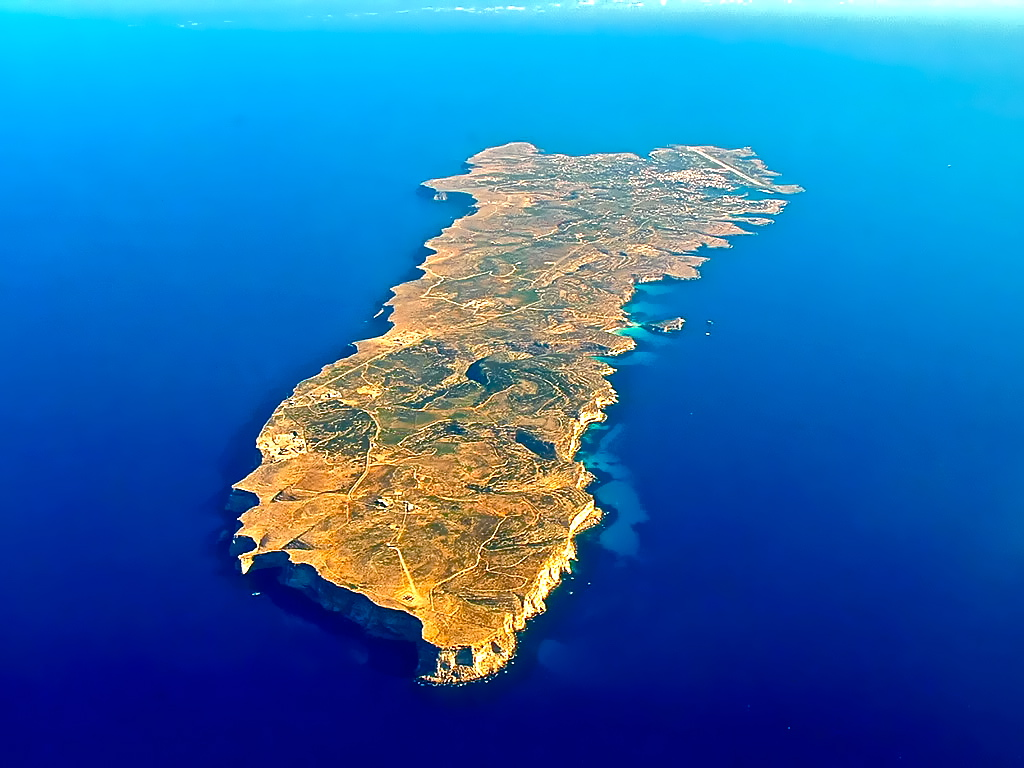
Lampedusa.
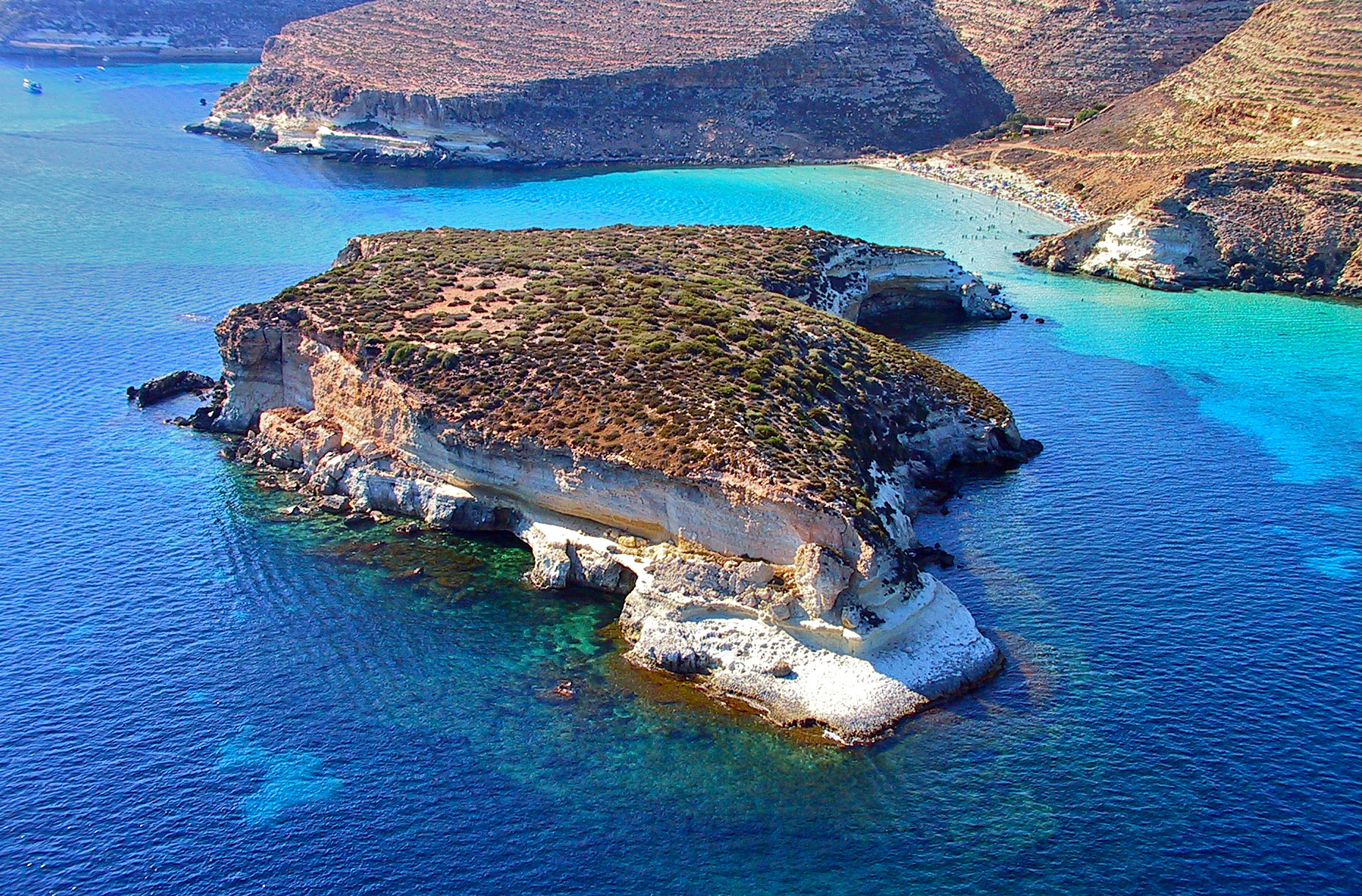
Îlot de Conigli.
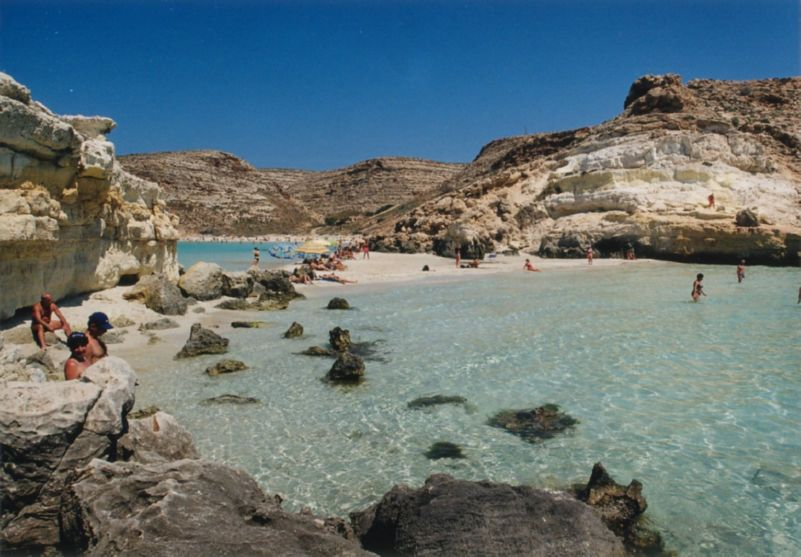
Plages turquoise.
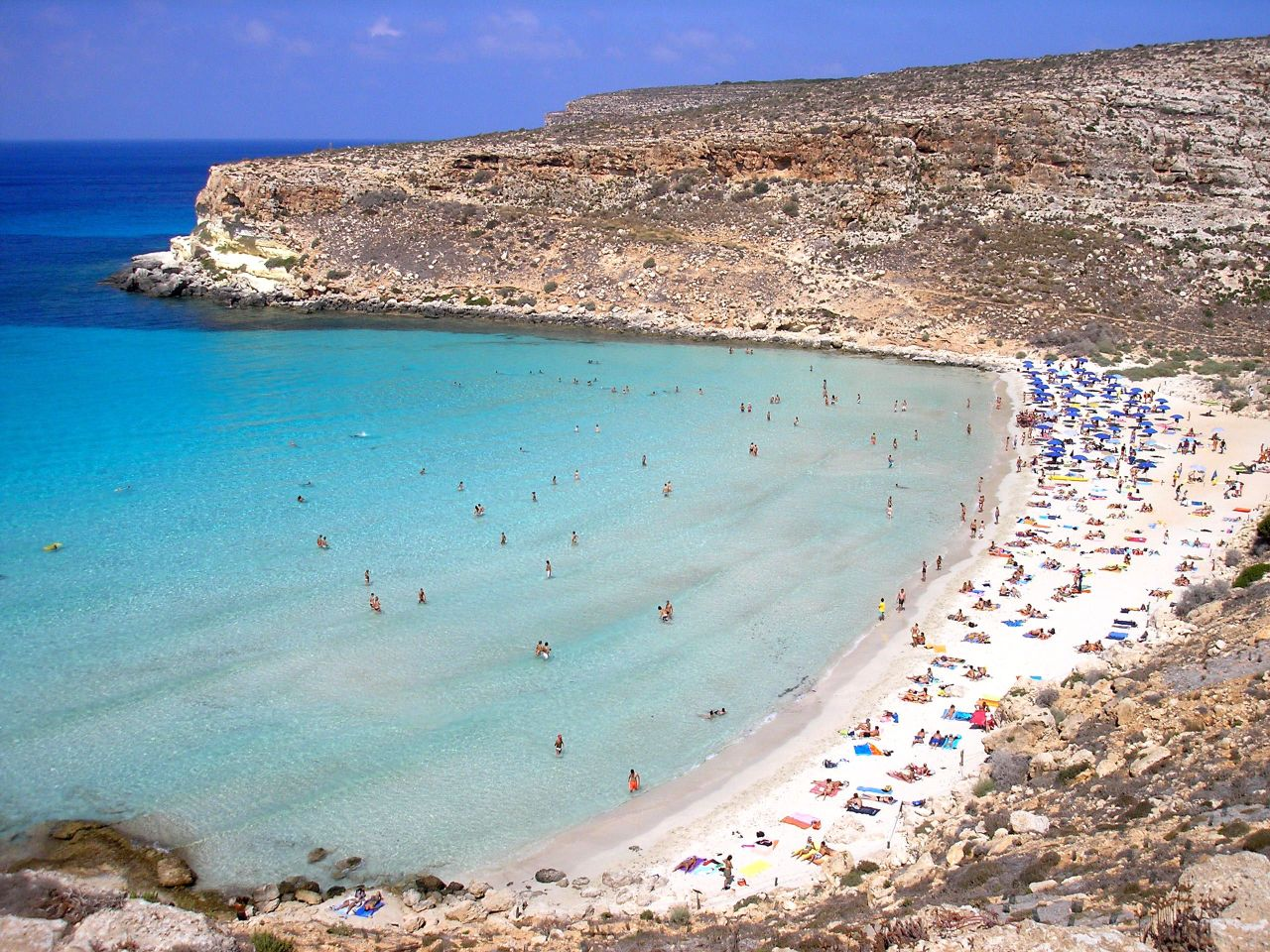
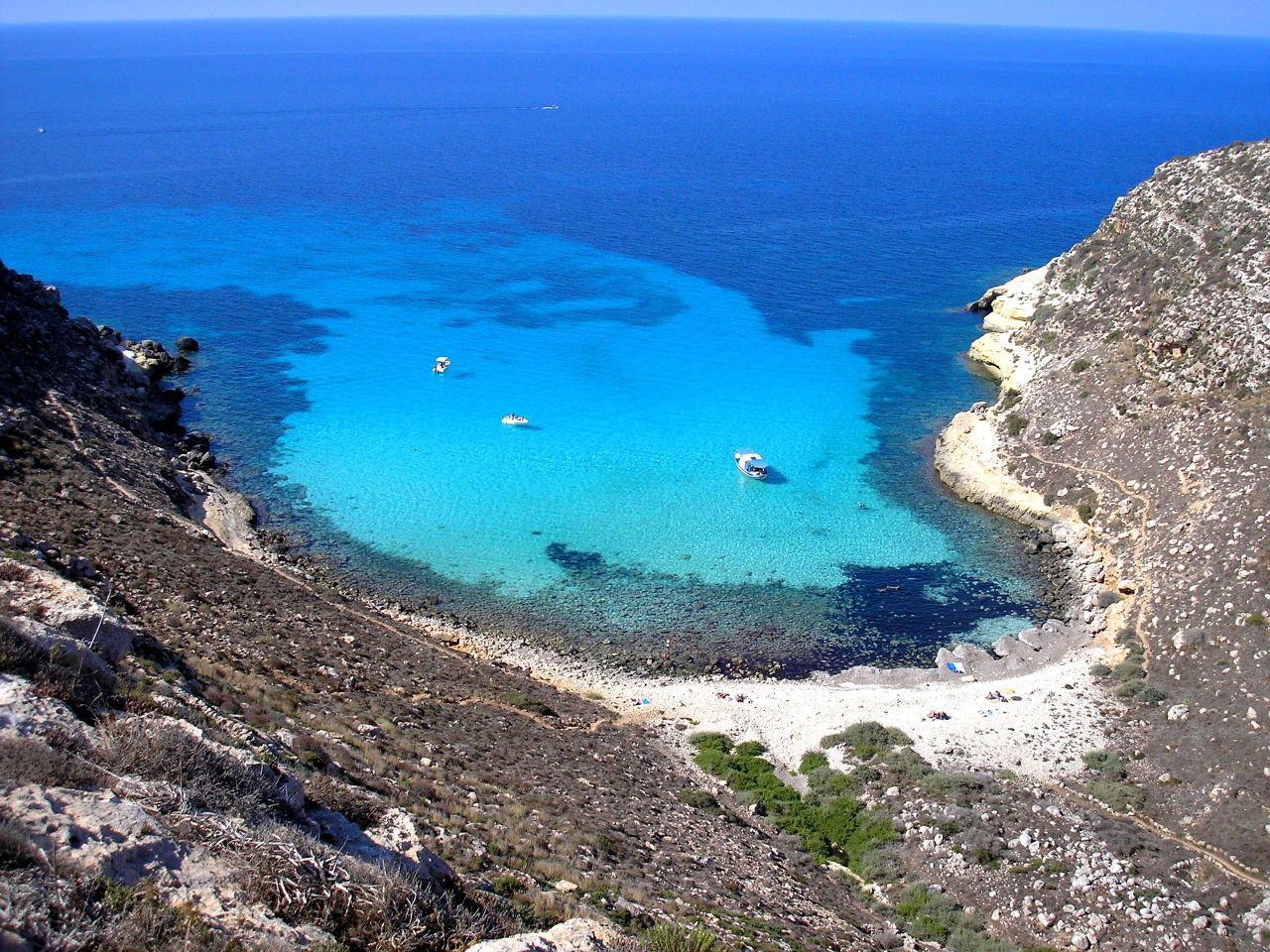
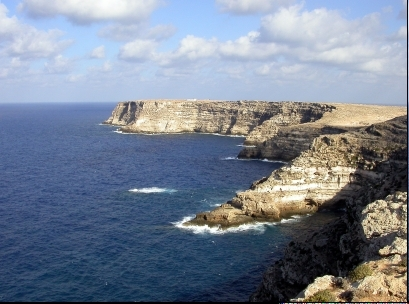
Côte Nord.

## Chronologie
- 1254 : Louis IX de France (Saint Louis) sur le chemin de retour de la Septième croisade passe par l'île[4]. Dans son livre Histoire de Saint Louis (présenté à Louis X le Hutin en octobre 1309) Jean de Joinville décrit son escale sur l'île « que l'on appelle Lampedouse ». Il y découvre un « ermitage ancien dans les roches » récemment[Quand ?] abandonné et dont les jardins sont récemment entretenus. Non loin, un oratoire est composé de deux parties : une partie avec une croix chrétienne rouge en référence aux templiers et l'autre sans ornement religieux. Deux cadavres en décomposition semblent déposés sur le sol de la deuxième partie de l'oratoire, les mains sur le torse, la tête tournée vers l'ouest, apparemment des musulmans[5],[6].
- 22 septembre 1843 : le capitaine de frégate Bernardo Maria Sanvisente prend possession des îles de Lampedusa et de Linosa avec la charge de « gouverneur de Sa Majesté Ferdinand II de Bourbon (1810-1859), roi des Deux-Siciles, grand prince héritier de Toscane et duc de Parme »[7].
- 1872 : le gouvernement italien implante à Lampedusa une colonie pénitentiaire.
- 12 juin 1878 : création de la commune de Lampedusa, avec Linosa comme fraction rattachée.
- 1887 : le premier banc d’éponges est découvert au large de Lampedusa par un pêcheur de Trapani, Leonardo Angugliaro.
- 1940-1945 : Lampedusa se transforme en place forte militaire. Elle est durement bombardée par les Alliés lors du débarquement en Sicile (voir l'article Bataille de Lampedusa pour plus de détails).
- 1951 : construction d’une centrale électrique.
- 1968 : ouverture de l’aéroport civil.
- 15 avril 1986 : à 14 heures, deux Scud de fabrication soviétique lancés par la Libye explosent en mer, le premier à 2 km au nord-ouest et le second à 2 km au sud-ouest, de part et d’autre du cap Ponente. L'évènement fait connaitre l'ile aux européens, elle devient une destination touristique[8].

## Migrations

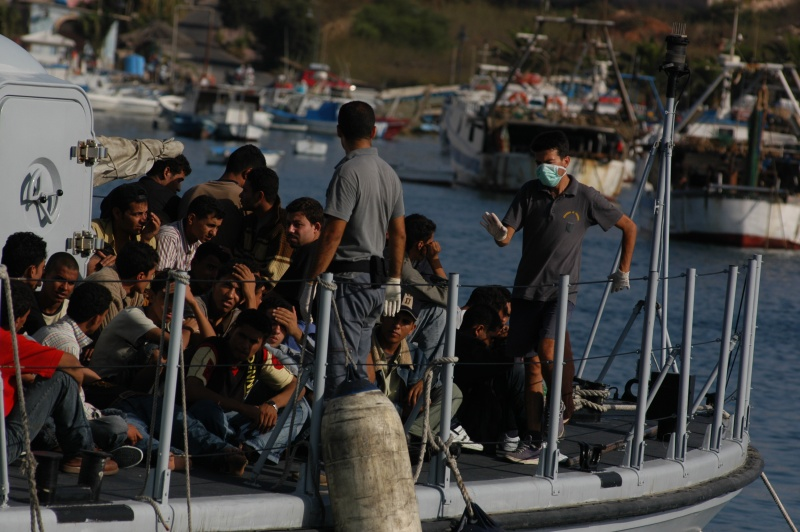
Des migrants débarquant sur l'île de Lampedusa en août 2007.

La proximité de la Tunisie et de la Libye qui bordent le canal de Sicile font de l'île un point d’entrée privilégié pour les immigrés irréguliers qui veulent gagner l’Europe. Ceux-ci tentent la traversée au péril de leur vie dans des embarcations de fortune venant de Gabès, Zarzis, Sfax, Mahdia, ou de la côte libyenne, notamment depuis Zouara, Sabratha et Zaouïa.
L'île de Lampedusa a été, tout comme Porto Empedocle, le théâtre d'affaires concernant le secours de boat people en mer. Entre autres, l'affaire Zenzeri et Bayoudh (2007) dans laquelle deux capitaines de pêche ayant secouru des boat people en détresse se sont vus accusés d'aide à l'entrée irrégulière sur le territoire. Le tribunal d'Agrigente a finalement relâché les deux marins, estimant qu'ils n'avaient fait que se conformer à l'obligation de prêter assistance inscrite dans l'article 98 de la Convention des Nations unies sur le droit de la mer.
Ce phénomène a commencé en 1992 et n'a cessé de s'amplifier ; il constitue un levier de pression politique des autorités libyennes sur l'Italie et l'Union européenne ; 31 700 migrants sans papiers sont arrivés sur l'île en 2007 (23 000 en 2005, 13 000 en 2004 et 8 000 en 2003).
Le rapport de Migreurop d'octobre 2009 fait un point sur la situation des migrants se trouvant actuellement au centre de rétention de Lampedusa.
Entre les 9 et 13 février 2011, entre 10 000 et 12 000 Tunisiens sans papiers sont arrivés sur l'île, profitant d'un relâchement de surveillance douanière et policière à la suite de la révolution tunisienne du 14 janvier 2011.
Le 8 juillet 2013, le pape François se rend en visite à Lampedusa pour attirer l'attention du monde sur la situation de ces migrants.
Le 3 octobre 2013, une embarcation transportant environ 500 migrants clandestins africains fait naufrage près de Lampedusa. La catastrophe fait plus de 300 morts (voir l'article Naufrage du 3 octobre 2013 à Lampedusa pour plus de détails).
À la suite de critiques sur les conditions d'accueil des clandestins venus par voie maritime, le gouvernement italien vide le centre pour migrants de Lampedusa, suspend ses dirigeants et envisage de le confier à la Croix-Rouge (il s'agit actuellement d'une convention entre l'État et une coopérative sociale).
En 2017, la maire Giusi Nicolini est sèchement battue, au moment même où elle reçoit le Prix Houphouët-Boigny pour la recherche de la paix. L’ancien maire Salvatore Martello est réélu.
Le centre de Lampedusa est devenu un des « hotspots » européens destinés à trier les migrants, jusqu'en 2017 et les accords avec la Libye. L’île tourne depuis au ralenti.
En juillet 2020, une nouvelle vague massive de migrants débarque sur l’île et le maire craint que cela entraîne des contaminations à la Covid-19.
En septembre 2023, plus de sept mille migrants arrivent en deux jours sur l'île, dont le centre d'accueil est prévu pour quatre cents personnes. Ce débarquement massif entraîne un début de crise à l'échelle européenne,. Fin septembre 2023, en une semaine, ce sont près de 11 000 migrants en provenance d’Afrique du Nord, qui ont débarqué sur l’île de Lampedusa,.

## Économie
L'île vit essentiellement de la pêche et du tourisme, le nombre de visiteurs pouvant atteindre 200 000 en été. Lampedusa possède un aéroport (code AITA : LMP).

## Personnalités liées à l'île
- Giuseppe Tomasi (1896-1956), prince de Lampedusa, est un écrivain italien, auteur du livre Le Guépard, qui fut porté à l'écran par Visconti sous le même nom.
- Domenico Modugno (1928-1994), chanteur mort à Lampedusa.
- Claudio Baglioni, (1951-), chanteur italien qui organise tous les étés un spectacle de variétés sur l'île. Il y a aussi une résidence.
- Filippo Pucillo (1989-), acteur italien né à Lampedusa.

## Œuvres en rapport avec l’île
- Le chanteur Mango a filmé à Lampedusa le clip vidéo de la chanson Mediterraneo, extrait de l'album Come l'acqua (1992)[20].
- Clandestins est le titre d'une suite de toiles dramatiques inspirées au peintre Blaise Patrix par son séjour sur l'île en 2001.
- Le film Respiro (2002) d'Emanuele Crialese a été filmé à Lampedusa.
- Le roman Eldorado de Laurent Gaudé paru en 2006, traite de la question de l'immigration clandestine vers l'île.
- L'île est au cœur du roman pour la jeunesse Lampedusa de Maryline Desbiolles paru en 2012 à L'École des Loisirs.
- Mare Magnum, de Letizia Gullo, Ester Sparatore sorti en 2014, film documentaire présenté au festival du cinéma du réel en 2014 : La campagne électorale houleuse de la candidate écologiste aux municipales Giusi Nicolini sur l’île de Lampedusa, devenue malgré elle cimetière de l’immigration africaine en Europe.
- À ce stade de la nuit paru en 2014, récit de Maylis de Kerangal sur le naufrage du 3 octobre 2013 à Lampedusa.
- Songe à Lampedusa, recueil de poésie de Josué Guébo, paru en 2014 sur le naufrage du 3 octobre 2013 à Lampedusa.
- Lampedusa Beach, Lampedusa Snow et Lampedusa Way, aussi appelés le Triptyque du naufrage, pièces de la dramaturge italienne Lina Prosa.
- Debout sur le zinc sort en 2015 une chanson du nom de Lampedusa traitant de l'immigration dans l'album Eldorado(s).
- En 2016, le chanteur Français Christophe Maé fait référence à l'île dans sa chanson Lampedusa, issue de son dernier album L’attrape rêves.
- Fuocoammare, film documentaire italien de 2016 réalisé par Gianfranco Rosi.
- Emma-Jane Kirb, L'Opticien de Lampedusa, 2016
- Le titre Lampedusa écrit et interprété à la kora par Toumani Diabaté et Sidiki Diabaté évoque l’injustice des relations Nord-Sud.
- Annelise Heurtier, Refuge, 2015

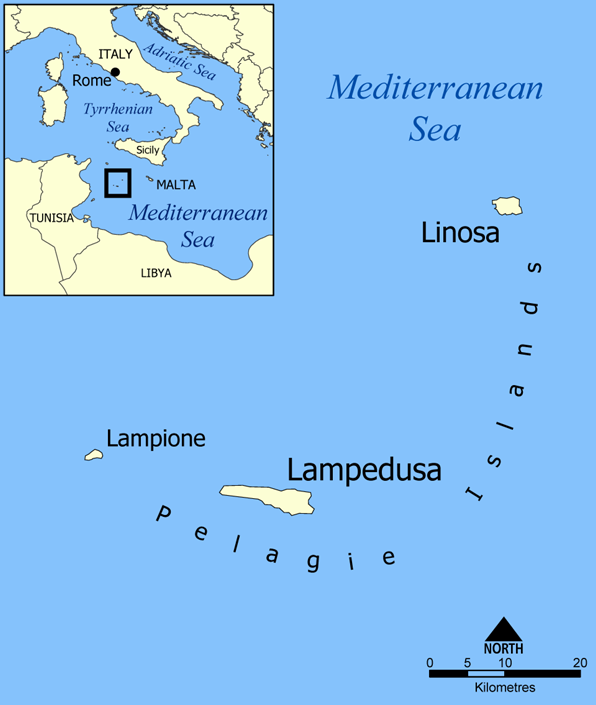
Lampedusa et les îles Pélages.
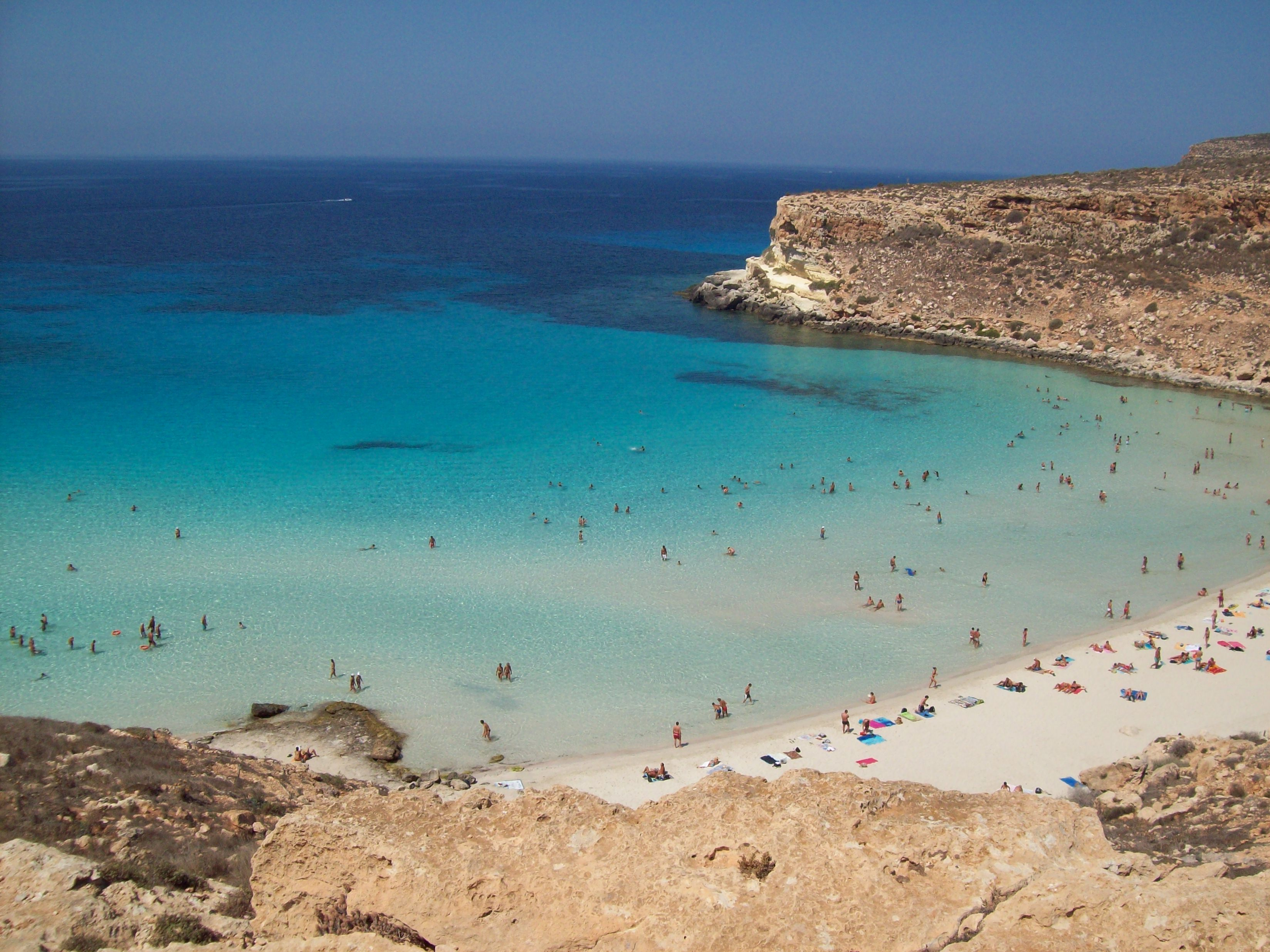
Plage de l'île des  Conigli à Lampedusa.
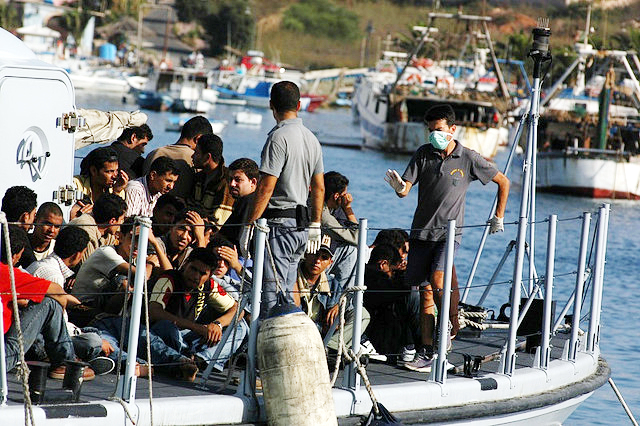
Boat people dans les mers de Lampedusa.